# Курт Лундквист (спринтер)
 Курт Андерс Алдемар Лундквист (швед. Kurt Anders Valdemar Lundquist; Кила 27. новембар 1925 — Симрисхамн, 12. јул 2011) био је шведски атлетичар, чија је специјалност било трчање на 400 метара. Члан је АК Моде из Стокхолма.

## Спортска биографија
Лундквист је био првак Шведске на 200 метара 1947.
Учествовао је на Летњим полимпијским играма 1948. у Лондону. Такмичио се у трци 400 метара где је био 13. и са штафетом 4 х 400 метара која је освојила бронзану медаљу. Штафета је трчала у саставу: Курт Лундквист, Лар-Ерик Волфбранд, Фолке Анлевик и Руне Ларсон

## Лични рекорди
| Дисциплина | Трезултат | Место | Датум |
| ---------- | --------- | ----- | ----- |
| 400 м      | 47,6      |       | 1948  |